# راية

الراية الملكية لمملكة هولندا ذات الشكل الرباعي.

الراية  هي نوع من الأعلام، الذي يكون عمومًا في شكل رباعي. وتُستخدم في المجالات المدنية والعسكرية والدينية.

## معرض صور

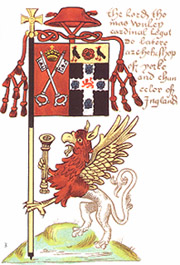

## أنواعها
- الراية الملكية.
- الراية الإمبراطورية.
- الراية الرئاسية.